# Dígono
En geometría, un dígono es un polígono con dos lados (aristas) y dos vértices. Se trata de una construcción degenerada en el plano euclídeo porque los dos lados coincidirían o uno o ambos tendrían que ser curvos; sin embargo, se puede visualizar fácilmente en el espacio elíptico. 
Un dígono regular tiene ambos ángulos iguales y ambos lados iguales, y está representado por el Símbolo de Schläfli {2}. Se puede construir en una esfera como un par de arcos de 180 grados que conectan puntos antipodales, formando una lúnula. 
El dígono es el politopo abstracto más simple de rango 2. 
Un dígono truncado, t{2}, es un cuadrado, {4}. Un dígono alternado, h{2}, es un monógono, {1}. 

## En geometría euclídea
Cualquier dígono de lados rectos es regular, a pesar de ser una figura degenerada, dado que sus dos bordes tienen la misma longitud y sus dos ángulos son iguales (ambos son de cero grados). Como tal, el dígono regular es un polígono construible. En este sentido, se puede ver como una doble cobertura de un segmento rectilíneo. 
El límite de un hosoedro general en la esfera puede considerarse como un hosoedro infinito, un recubrimiento del plano euclídeo por infinitos dígonos. Sin embargo, los vértices de estos dígonos están en el infinito, y por lo tanto, no están unidos por segmentos de línea cerrados. Esta teselación generalmente no se considera una teselación regular adicional del plano euclídeo, incluso cuando lo es su teselado apeirogonal de orden 2 (diedro infinito). Cuando se forman en tal teselación, los dígonos no se parecen a segmentos de recta, sino que aparecen como tiras gruesas infinitamente largas o "signos iguales". 
Algunas definiciones de un polígono no consideran que el dígono sea un polígono propiamente dicho, debido a su condición de figura degenerada en el caso euclídeo.

## En poliedros elementales

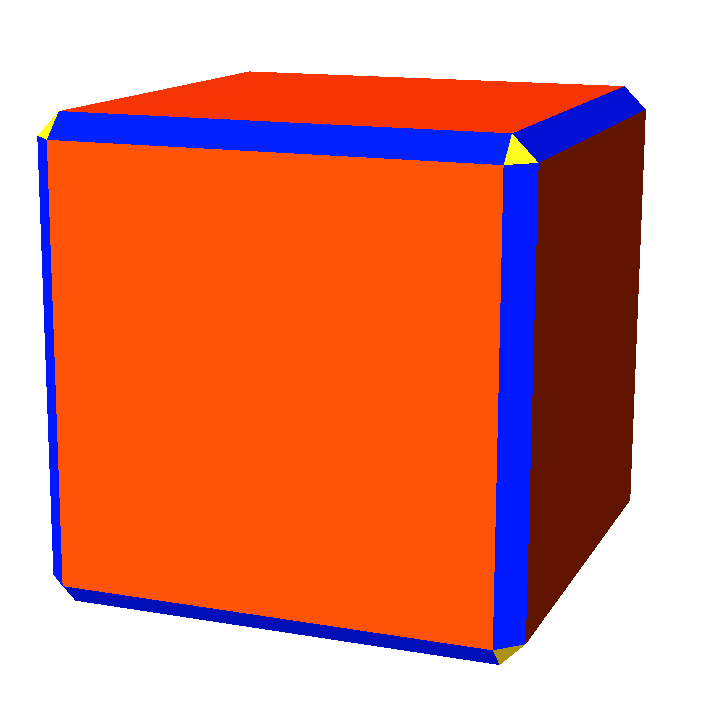
Un rombicuboctaedro no uniforme con caras rectangulares azules, que degeneran en dígonos en el límite cúbico

Un dígono como cara de un poliedro es degenerado, porque es un polígono degenerado. Pero a veces puede tener una existencia topológica útil en la transformación de poliedros. 

## Como una lúnula esférica
Una lúnula esférica es un dígono cuyos dos vértices son puntos antipodales en la esfera.
Un poliedro esférico construido a partir de tales dígonos se llama hosoedro.

Una lúnula en la esfera
Las seis caras digonales de un hosoedro hexagonal regular.

## Significancia teórica
El dígono es una construcción importante en la teoría topológica de redes, como los gráficos y las superficies poliédricas. Las equivalencias topológicas pueden establecerse utilizando un proceso de reducción a un conjunto mínimo de polígonos, sin afectar las características topológicas globales, tales como el valor de Euler. Representa una etapa en la simplificación donde puede ser simplemente eliminado y sustituido por un segmento rectilíneo, sin afectar a las características generales. 
Los grupos cíclicos pueden obtenerse como simetrías rotacionales de polígonos: las simetrías de rotación del dígono constituyen el grupo C2. 